# 汎港地產集團
汎港地產集團有限公司，簡稱汎港地產集團（英語：Pan Hong Property Group Limited，SGX：P36），在2001年由汪林冰創立，也是本公司董事會主席。
業務主要在中國內地經營房地產開發項目，地區為江西、浙江等省份，總部位於香港九龍紅磡馬頭圍道37–39號紅磡商業中心B座1215室。股份在2006年9月20日於新加坡交易所主板上市，招股價為0.35坡元，配售股份為 125,000,000股，集資額為43,750,000坡元。
其後在2011年7月22日，成功把旗下漢港控股集團有限公司在香港交易所主板上市的，主攻向華中地區以南城市發展，也就是發展江西省的地產項目。

## 連結
- Pan-Hong.com （页面存档备份，存于）